# Anthrax latibasis
Anthrax latibasis är en tvåvingeart som beskrevs av Marston 1970. Anthrax latibasis ingår i släktet Anthrax och familjen svävflugor. Inga underarter finns listade i Catalogue of Life.